# Remulopygus compositus
Remulopygus compositus är en mångfotingart som beskrevs av Demange 1961. Remulopygus compositus ingår i släktet Remulopygus och familjen Harpagophoridae. Inga underarter finns listade i Catalogue of Life.